# Herb powiatu lidzbarskiego
Herb powiatu lidzbarskiego – jeden z symboli powiatu lidzbarskiego, ustanowiony 23 marca 2000.

## Wygląd i symbolika
Herb przedstawia na tarczy na tarczy dwudzielnej w pas w polu górnym błękitnym Baranka Bożego ze złotym nimbem i pastorałem, a w polu dolnym czerwonym między dwoma gałązkami konwalii (zielonymi o kwiatach srebrnych) bobra złotego.